# 三遊亭遊かり
三遊亭 遊かり（さんゆうてい ゆうかり、1973年8月5日 - ）は、落語芸術協会に所属する女性落語家。

## 経歴
玉川大学文学部芸術学科演劇専攻中退後、社会人として様々な職場で働く。日本酒バー、日本酒の問屋で足掛け10年勤務した後、2011年に落語に出会う。
2012年6月、三遊亭遊雀に入門。2016年7月下席より、二ツ目に昇進した。

## 人物
師匠の三遊亭遊雀は元々3代目柳家権太楼の弟子であり、権太楼は5代目柳家つばめの死後に大師匠にあたる5代目柳家小さんの直弟子（預かり弟子）となったため、系譜を当初の入門者毎に遡った場合、遊雀の弟子である遊かりが5代目柳家小さん初の玄孫弟子となる。（5代目柳家小さん - 5代目柳家つばめ - 3代目柳家権太楼 - 三遊亭遊雀（元・柳家三太楼） - 三遊亭遊かり）となる。
所属団体や流派の垣根を超えた女流落語家ユニット「落語ガールズ」に所属している。
落語芸術協会の俳句同人「駄句だく会」に入っている。
笑点特大号の若手大喜利に出演する際は、基本的に黒の紋付の男着物姿である。

## 芸歴
- 2012年6月 - 三遊亭遊雀に入門、「遊かり」を名乗る。
- 2016年7月 - 二ツ目昇進。

## 活動
桂伸べえ、三遊亭吉馬と共に新作落語の勉強会「新作冒険倶楽部」を開催している。

## 出演

### テレビ
- 笑点特大号 若手大喜利（BS日テレ）
- おはよう日本 日曜特集「変わる落語 ～女性の日常を落語に～」(2021年6月6日、NHK総合）
- クイズ99人の壁（フジテレビ、2021年7月31日) ＊瀧川鯉斗の応援団として
- 笑点（日本テレビ、2024年1月14日）＊「師弟ペア大喜利」部分に大師匠の三遊亭小遊三と共に出演[注 1]。

### 舞台
- カクシンハン・プロデュース2023『シン・タイタス REBORN』（2023年10月、OKS　CAMPUS)
- CCCreation Presents『近松心中物語』（2025年10月〈予定〉、KAAT神奈川芸術劇場 大スタジオ）[4]